# 古矢旬
古矢 旬（ふるや じゅん、1947年12月7日 - ）は、日本の政治学者。Ph.D.（プリンストン大学、1989年）。北海道大学・東京大学名誉教授。北海商科大学元教授。専門は、アメリカ政治。

## 略歴
東京都生まれ。1971年（昭和46年）東京大学法学部卒業。東京大学大学院法学政治学研究科修了。1989年プリンストン大学大学院修了。1975年北海道大学法学部助教授に就任。1989年北海道大学大学院法学研究科教授を経て、2007年東京大学大学院総合文化研究科教授。2012年定年退任。北海道大学名誉教授。北海商科大学商学部教授。2018年東京大学名誉教授。北海商科大学大学院商学研究科教授を退職。

## 研究領域
専門は、アメリカ政治外交史。特に1913年から1914年の移民をめぐる日米外交関係を研究。

## 著書

### 単著
- 『アメリカニズム――「普遍国家」のナショナリズム』（東京大学出版会 2002年）
- 『アメリカ――過去と現在の間』（岩波新書 2004年）
- 『ブッシュからオバマへ――アメリカ 変革のゆくえ』（岩波書店 2009年）
- 『グローバル時代のアメリカ―シリーズアメリカ合衆国史（4）』（岩波新書 2020年）

### 共著
- 『「市民」の時代　法と政治からの接近』、今井弘道、森啓、道幸哲也ほか（北海道大学図書刊行会、1998年）
- 『アメリカの歴史 : テーマで読む多文化社会の夢と現実』、有賀夏紀・油井大三郎編（有斐閣、2003年）
- 『アメリカ政治外交史　第二版』、斎藤眞（東京大学出版会、2012年）。旧版を改訂

### 編著
- 『史料で読むアメリカ文化史（5）アメリカ的価値観の変容　1960年代-20世紀末』（東京大学出版会, 2006年）

### 共編著
- （五十嵐武士・松本礼二）『アメリカの社会と政治』（有斐閣, 1995年）
- （遠藤泰生）『アメリカ学入門［新版］』（南雲堂, 2004年）
- （山田史郎）『シリーズ・アメリカ研究の越境（2）権力と暴力』（ミネルヴァ書房, 2007年）

### 訳書
- ジョン・ハイアム『自由の女神のもとへ――移民とエスニシティ』共訳（平凡社, 1994年）
- ジェイムズ・クロッペンバーグ『オバマを読む――アメリカ政治思想の文脈』共訳（岩波書店, 2012年）

## 門下生
- 石川敬史 - 帝京大学文学部准教授
- 相内眞子